# Mizeria
La mizeria est une salade originaire de Pologne.
Elle est composée de concombres râpés ou en tranches minces, souvent avec de la crème aigre, ou avec de l'huile. Elle peut être accompagnée de jus d'oignon, de poivre, de citron, de sucre, d’aneth, de ciboulette, de menthe ou de persil. 
Elle généralement servie en entrée ou en accompagnement d’un plat principal.